# Éric Plantin
Pour les articles homonymes, voir Plantin.
Éric Plantin est un triathlète français spécialiste des courses d'endurance, aussi bien en triathlon qu'en course à pied. Il a été deux fois champion de France de triathlon longue distance et a terminé trois fois l'Ironman d'Hawaii. Il est engagé dans la recherche sur le syndrome de Barth.

## Biographie

### Jeunesse
Éric Plantin, dans sa jeunesse, est un moniteur de tennis à l'US Créteil. C'est en voyant l'arrivée dramatique de Julie Moss à l'Ironman d'Hawaï en 1982, qu'il décide de se tourner vers le triathlon.

### Carrière en triathlon
Au niveau international, Éric Plantin a terminé trois fois le parcours du championnat du monde Ironman : en 1988 (17e en 9 h 6 min 40 s), 1989 (12e en 8 h 42 min 0 s) et 1994 (21e en 8 h 59 min 58 s).
Il décroche avec l'équipe de France de triathlon la troisième place des championnats d'Europe de triathlon en 1991, se classant 15e en individuel.
Il a participé aussi plusieurs fois à l'Embrunman, duquel il finit 8e en 1992. Cette place lui offre dans le même temps le titre de vice-champion de France de triathlon longue distance, puisque l'épreuve servait de support pour accorder le titre national. Il décroche auparavant deux titres nationaux consécutifs sur longue distance, en 1989 et 1990.

### Carrière en courses à pied longue distance
Il participe à trois éditions du Marathon des Sables. Il assure sa préparation au sein de l'Athlétisme club londais, de La Londe-les-Maures. Il termine premier français lors de ses deux premières participations, en 2003 (7e du classement général en 23 h 10 min 9 s) et en 2004 (5e du classement général en 21 h 46 min 19 s). En 2005, il finit 10e de la course, en 23 h 39 min 25 s,, malgré une blessure au genou qui le repousse à près de 2 h 30 de la tête.
En 2004, il se classe 3e des 100 km de Millau.

### Vie privée
Installé au Lavandou, Éric Plantin reste toujours très proche des activités sportives puisqu'il est professeur de tennis et éducateur sportif. Il organise aussi le trail des trois dauphins sur sa commune de résidence. Il est le fils de Bob Plantin, lui aussi spécialiste des épreuves d'endurance.

### Engagement social au travers du sport
Il parraine l'association Ironman4barth, qui regroupe des sportifs pour la plupart amateurs qui courent sur les courses du label Ironman pour soutenir la recherche sur la syndrome de Barth. Il participe à la promotion de la Fondation Barth France et participe notamment au Raid Patagonia en 2016.

## Palmarès
Le tableau suivant présente les principaux résultats (podiums) réalisés sur le circuit international de triathlon et de course à pied.
| Année | Compétition                                          | Pays   | Position           | Temps |
| ----- | ---------------------------------------------------- | ------ | ------------------ | ----- |
| 2004  | 100 km de Millau                                     | France | Médaille de bronze |       |
| 1992  | Championnat de France longue distance (LD)           | France | Médaille d'argent  |       |
| 1991  | Championnat d'Europe longue distance par équipes     |        | Médaille de bronze |       |
| 1990  | Championnat de France longue distance (catégorie C)  | France | Médaille d'or      |       |
| 1989  | Championnat de France longue distance (catégorie C)  | France | Médaille d'or      |       |
| 1988  | Championnat de France moyenne distance (catégorie B) | France | Médaille de bronze |       |